# Скудери, Роб
Роберт (Роб) Скудери (англ. Rob Scuderi; 30 декабря 1978, Сайоссет, США) — бывший американский хоккеист, защитник. Обладатель Кубка Стэнли 2009 в составе «Питтсбург Пингвинз» и 2012 в составе «Лос-Анджелес Кингз»

## Игровая карьера
На драфте НХЛ 1998 года был выбран в 5 раунде под общим 134 номером командой «Питтсбург Пингвинз», выступал за клуб в 2004—2009 годах. В составе «Питтсбурга» обладатель Кубка Стэнли 2009 года.
В 2009—2013 гг. выступал за «Лос-Анджелес Кингз», в их составе победив в Кубке Стэнли в 2012 году.
В 2013 году вернулся в Питтсбург, подписав с клубом 4-летний контракт на $13,5 млн. В декабре 2015 года обменян в «Чикаго Блэкхокс» на Тревора Дэйли, а позже в «Лос-Анджелес» на Кристиана Эрхоффа.
В составе «Бостон Колледж Иглз» чемпион NCAA 2001 года.

## Статистика
| Легенда | Легенда                    | Легенда | Легенда                   | Легенда | Легенда    |
| ------- | -------------------------- | ------- | ------------------------- | ------- | ---------- |
| И       | Количество проведённых игр | Штр     | Штрафное время            | +/−     | Плюс-минус |
| Г       | Голы                       | П       | Голевые передачи          | О       | Очки       |
| -       | Статистика неизвестна      | —       | Статистика не учитывалась |         |            |